# Возничий
Возни́чий (лат. Auriga) — созвездие северного полушария неба. Самая яркая звезда — Капелла, 0,1 визуальной звёздной величины. Наиболее благоприятные условия видимости в декабре — январе. Видно на всей территории России.
Согласно мифу, рассказанному Эратосфеном, под этим созвездием скрывается Эрихтоний, сын Вулкана и Земли, снискавший расположение Юпитера тем, что первый среди людей изобрёл лошадиную упряжь.

## Астеризм «Козлята»
Козлята — астеризм, соответствующий части традиционной фигуры созвездия — козе с козлятами, которых держит Возничий. Астеризм включает главную звезду созвездия Капеллу (α Возничего) и три небольшие звезды неподалёку — ε (Аль Анз), ζ и η. В древности астеризм нередко считался отдельным созвездием Коза.

## История
Первые записи о звёздах, входящих в современное созвездие Возничего, относятся ко временам Месопотамии. Соответствующее созвездие называлось GAM и обозначало посох пастуха или ятаган, однако неясно, включало ли оно только самую яркую звезду — Капеллу — или все звёзды современного созвездия. В MUL.APIN оно упоминается как Gamlum или MUL.GAM и обозначало пастуха коз или овец; в него входили почти все яркие звёзды Возничего, а также звезда Эль-Нат, традиционно относящаяся как к Тельцу, так и к Возничему. Позже у бедуинских астрономов появились созвездия групп животных, в которых каждая звезда обозначала одно животное. Звёзды Возничего представляли собой стадо коз, это сопоставление просматривается также в греческой мифологии. Ассоциация созвездия с козами перекочевала в греческую астрономическую традицию, хотя позднее созвездие стало также ассоциироваться с человеком, управляющим колесницей (возницей).
В греческой мифологии созвездие Возничего часто связывалось с мифологическим героем — Эрихтонием, хтоническим сыном Гефеста, выращенным Афиной. Эрихтонию приписывали изобретение квадриги, двухколёсной колесницы с четырьмя конями, которая была использована в битве с узурпатором Амфиктионом и в результате которой Эрихтоний стал царём Афин. Считается, что квадрига была создана по образу солнечной колесницы. Эрихтоний затем посвятил себя Афине, и вскоре после этого Зевс поместил его на звёздное небо за изобретательность и героические подвиги.
Иногда созвездие Возничего также ассоциировалось с Миртилом — сыном Гермеса, который управлял колесницей Эномая. Эта версия поддерживается изображениями созвездия, в которой редко появляется колесница. Колесница Миртила была разрушена в ходе состязания поклонников за сердце Гипподамии, дочери Эномая. После того, как Миртила убил Пелоп (который при его участии выиграл гонку), Гермес поместил своего сына на небо.
В нём видят и трезенского царя Ипполита, и других героев. Созвездие включено в каталог звёздного неба Клавдия Птолемея «Альмагест».
В древнейшие времена непосредственно рядом с Возничим располагалось созвездие Коза (или Козлята), ассоциировавшаяся с козой Амалфеей, вскормившей Зевса. Постепенно оно слилось с Возничим. Именно по этой причине в небесных атласах фигура Возничего держит на спине козу, а на левой руке — двух козлят. Древние источники называли автором созвездия Коза Клеострата Кинедосского.

## Нахождение созвездия на небе
Это созвездие можно найти, продолжив линию δ-α Малой Медведицы, к востоку от Персея. Основная часть Возничего — пятиугольник звёзд, в котором ярко светит Капелла. В средних широтах России созвездие видно почти круглый год, кроме июня-июля, когда из-за светлых ночей и низкого расположения над горизонтом наблюдать его проблематично. На юге России и бывшего СССР созвездие кульминирует в области зенита.

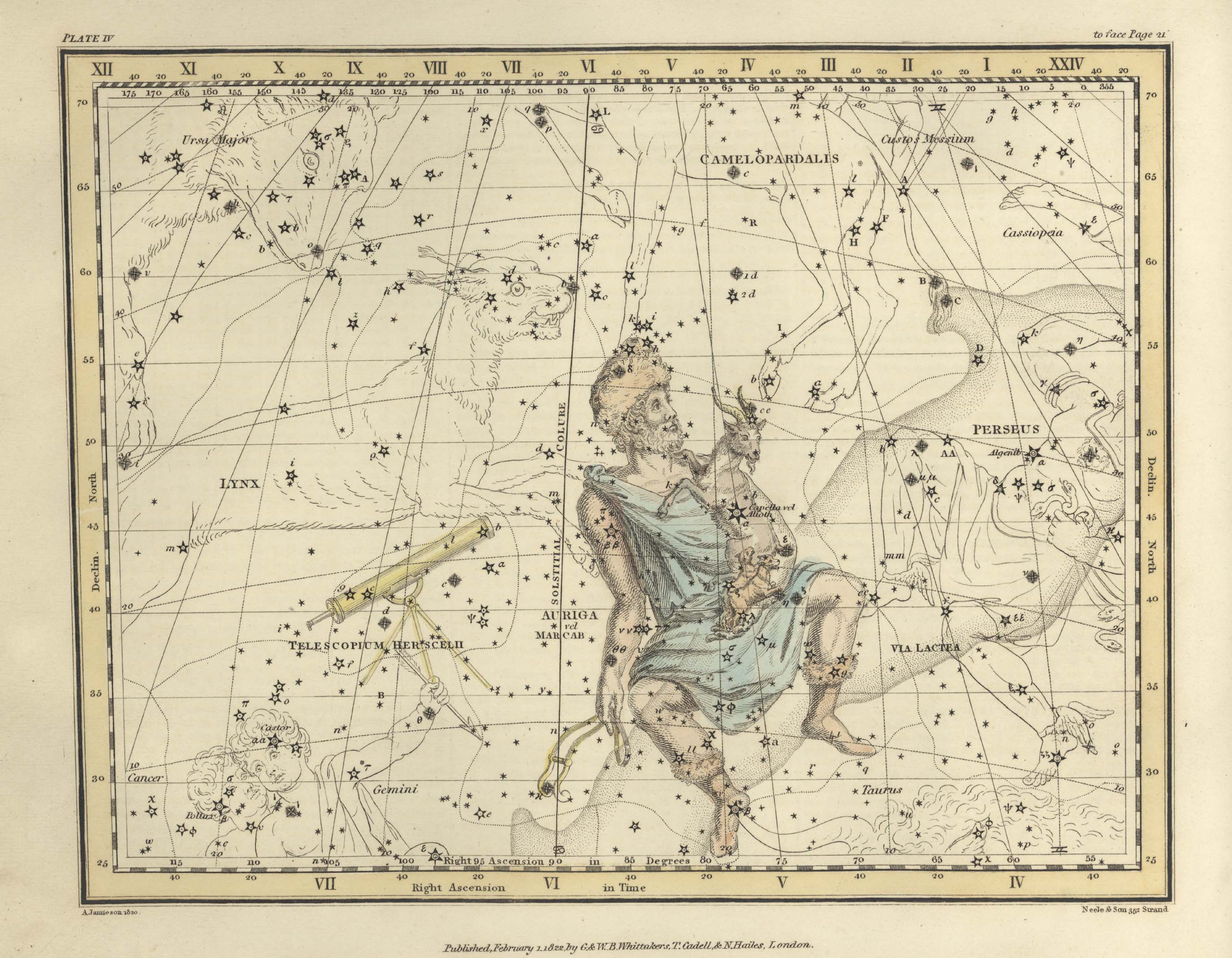
Изображение возничего в Atlas Coelestis
Расположение звёзд
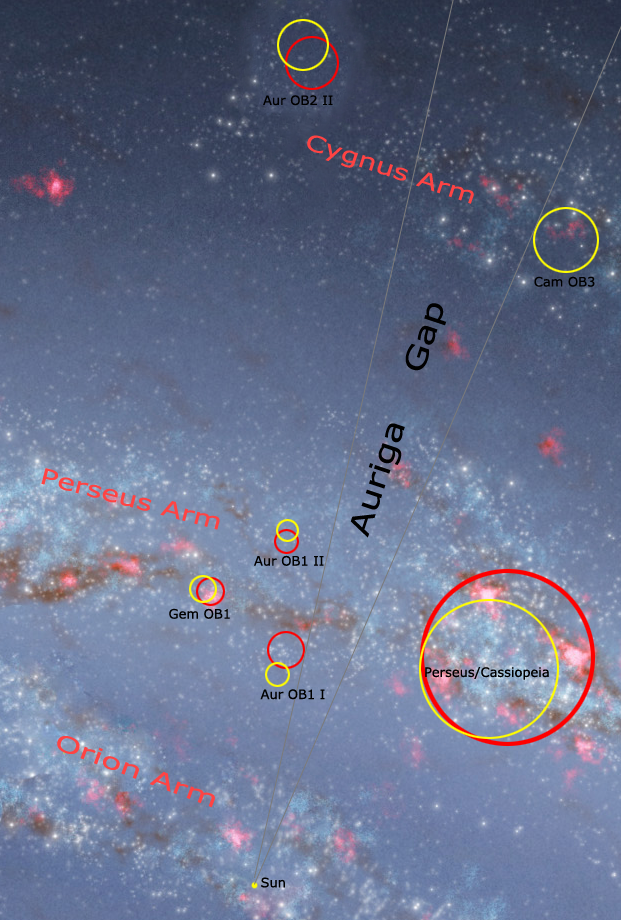
Обозреваемая часть галактики

| - Созвездие, как его видно невооружённым глазом |

## Объекты
- Бета Возничего — тройная звёздная система, две звезды которой — почти идентичные звёзды-близнецы, вращающиеся друг вокруг друга с периодом в 3,96 суток на расстоянии в одну пятую часть расстояния между Солнцем и Меркурием.
- Эпсилон Возничего — затменно-двойная система с чрезвычайно длительным периодом изменения блеска (27 лет), которая состоит из видимой невооружённым глазом звезды и её невидимого компаньона, представляющего собой, как предполагается, звезду, окружённую пылевым диском.
- Дзета Возничего — затменно-двойная система из яркого гиганта размером с венерианскую орбиту и бело-голубой звезды, вращающихся друг вокруг друга с периодом 972 дня.
- В небольшой телескоп или бинокль в созвездии Возничего можно наблюдать три рассеянных звёздных скопления M36, M37 и M38, расположенные на расстояниях 4—4,5 тысяч световых лет от Земли[9].
- В 2007 году астрономы обнаружили экзопланету у звезды GD 66. Открытие примечательно тем, что впервые была обнаружена планетная система у белого карлика.
- IC 2149 — небольшая яркая планетарная туманность.
- MACS 0717 — крупное скопление галактик, находится на расстоянии около 5,4 млрд световых лет от нас.